# Kościół Najświętszej Maryi Panny i Wszystkich Świętych w Michorzewie
Kościół Najświętszej Maryi Panny i Wszystkich Świętych w Michorzewie – rzymskokatolicki kościół parafialny należący do parafii pod tym samym wezwaniem (dekanat bukowski archidiecezji poznańskiej).
Obecna świątynia została wzniesiona w latach 1797–1800 i ufundowana przez starościnę średzką, Anastazję ze Skórzewskich Sczaniecką. Kościół i ołtarz zostały konsekrowane przez księdza arcybiskupa Floriana Stablewskiego w 12 niedzielę po Zielonych Świątkach, czyli w dniu 29 sierpnia 1897 roku w setną rocznicę wybudowania tego kościoła, dzięki staraniom ówczesnego michorzewskiego ks. proboszcza Aleksandra Żmidzińskiego.
Ołtarz główny murowany, reprezentuje styl wczesnoklasycystyczny i powstał pod koniec XVIII wieku, jest ozdobiony kolumnami i rzeźbami świętych Apostołów Piotra i Pawła. Dwie rzeźby świętych w stylu barokowym pochodzą z drewnianego kościoła. Witraże wykonał Stefan Matejko, bratanek Jana Matejki. Dwa ołtarzyki boczne murowane, noszą skromne cechy stylu klasycystycznego: w lewym jest umieszczony obraz Wszystkich Świętych, natomiast w prawym znajduje się obraz św. Izydora.
Prospekt organowy powstał w 1820 roku.
We wieży świątyni są umieszczone cztery dzwony. Największy ma 78 cm średnicy. Jest ozdobiony napisem „Przez przyczynę św. Anastazji i Wszystkich Świętych – zmiłuj Panie nad nami”. Odlany został w Poznaniu w 1809 roku dzięki staraniom księdza proboszcza Sebastiana Witkowskiego.
Drugi dzwon ma 38 cm średnicy i jest ozdobiony wizerunkiem Pana Jezusa. Trzeci ma 33 cm średnicy i jest ozdobiony napisem „Set nomen Domini benedictum 1764". Natomiast czwarty ma 36 cm średnicy i został odlany w 1524 roku.